# シウタデリャ・デ・メノルカ
シウタデリャ・デ・メノルカ（カタルーニャ語: Ciutadella de Menorca）またはシウタデラ・デ・メノルカ（スペイン語: Ciutadela de Menorca）は、スペイン・バレアレス諸島州のムニシピ（基礎自治体）。メノルカ島西部にあり、メノルカ司教座が置かれている。公式名はカタルーニャ語のCiutadella de Menorca。

## 歴史
様々な時代、様々な民族から、Jamma、Nura、Minerva、Iamo、Iamona、Medina Minurkaと違った名前で呼ばれてきた。現在の名前になったのは、アラゴン王アルフォンソ3世軍に占領され、ヨーロッパの文化圏に組み入れられてからである。現在の名はラテン語のcivitatellaから派生したものだとされる。しかしこのシウタデリャという名称は、レコンキスタ以前から、ローマの影響を受けたメノルカのモサラベたちの間で生じていた。
1558年にオスマン帝国の艦隊がシウタデリャを攻撃し、住民の一部がイスタンブールへ連れ去られた。この年からゆっくりと町は再建されたが、1646年には黒死病の流行に見舞われた。スペイン継承戦争中の1708年にイギリスが侵攻し制圧（ミノルカ島の占領）、ユトレヒト条約でイギリスのメノルカ支配が認められた。70年あまりの占領下で、メノルカ島中心都市の地位をマオーに奪われ、衰退していった。
スペイン内戦ではシウタデリャはスペイン第二共和政に忠誠を示した。1939年のメノルカの戦いでフランコ軍がシウタデリャを押さえ、マオーの共和国軍と対峙した。

## 気候
典型的な地中海性気候であり、夏季は暑く、冬季は温暖で穏やかである。年間平均気温は15℃、最高気温は夏の35℃、最低気温は冬の4℃である。年間降水量は約600mmである。島の西部に位置するため冬期の風が激しく、時には110km/時もの強風が吹く。

## 姉妹都市
- コルドバ、アルゼンチン
- オリスターノ、イタリア

## 出身者
- セルジ・エンリク - サッカー選手